# Tanzkultur in den Vereinigten Staaten
Der Tanz in den Vereinigten Staaten hat sich zwar parallel zur deutschen Tanzszene entwickelt, jedoch in eine andere Richtung. Es entstanden eigene Stile in den drei großen Bereichen (Ballett, Modern Dance, Gesellschaftstänze) des Tanzes. Ebenso etablierten sich international bekannte Choreographen, die heute wiederum die internationale choreographische Entwicklung beeinflussen. So entstanden z. B. die amerikanische Schule der Ballettmethodik (mit einem anderen zeitlichen Aufbau der Reihenfolge der einzelnen Übungen eine Ballettstunde) oder auch die beliebten Gesellschaftstänze wie der Rock ’n’ Roll, der Lindy Hop oder der Square Dance, wie sie auch heute in Deutschland und Europa getanzt werden. 

## Das Jazz-Age
Durch die afroamerikanischen Sklaven in den USA entstanden zahlreiche Tänze wie der Blues, der Cakewalk und Black Bottom.
Basierend auf diesen Wurzeln entwickelte sich in der Blütezeit des Jazz eine Vielzahl von Tänzen. Der Stepptanz, Charleston und Authentic Jazz erhalten heute noch viele dieser Wurzeln im Bereich der Solo-Tänze, während im Bereich der Paartänze die Swing-Tänze wie der Lindy Hop, Balboa und Shag erneut wachsender Beliebtheit erfreuen. Auch einzelne Choreographien wie der Shim Sham oder der choreographierte Big Apple leben so weiter.
Viele der damaligen Tänze wie der Turkey Trot, Texas Tommy, Big Apple, Suzie Q oder Breakaway sind weitgehend in Vergessenheit geraten und leben meist nur noch in Form von einzelnen Tanzfiguren weiter.
Unter diesen Einflüssen standen zahlreiche der Tanzgrößen aus der Frühzeit des Kinos wie Bill „Bojangles“ Robinson, Fred Astaire, Ginger Rogers, Gene Kelly, Donald O’Connor und Dean Collins. In diesem Zuge wird Frankie Manning das erste Aerial zugesprochen, seine Whitey’s Lindy Hoppers sind beispielsweise im Film Hellzapoppin’ („In der Hölle ist der Teufel los“) zu sehen. Auch Dawn Hampton ist im Alter von über 80 Jahren noch auf internationalen Tänzertreffen zu Gast.

## Rock ’n’ Roll
In den 1960er Jahren, mit der Popularität des Rock ’n’ Roll, entstanden zahlreiche Modetänze. Die meisten davon sind in Vergessenheit geraten, die wichtigste Ausnahme bildet der Twist. Solcher Modetänze gab es tausende, die oft nur zu einzelnen Songs geschaffen wurden. Bekannt sind unter anderem Madison aus dem Film und Musical Hairspray oder der Song „Shake a Tail Feather“ aus dem Film „Blues Brothers“, der unter anderem auf die Modetänze „Twist“, „The Monkey“, „The Frug“, „The Chicken“, „The Swim“ und „Mashed Potato“ Bezug nimmt.

## Afroamerikanische Tänze
Afroamerikanische Tanzformen entstanden ursprünglich auf den Straßen. Auch heute entstehen dort die neuen Bewegungsformen und nicht in den Tanzschulen, wo sie sich einer großen Beliebtheit erfreuen. Die Bewegungsfolgen entstehen im sozialen Umgang untereinander; es finden heute zahlreiche Aufführungen und Wettbewerbe statt. 
Das Hauptaugenmerk liegt vor allem auf der Improvisation. Ein Charakteristikum ist, dass die Tänze sich ständig weiterentwickeln. In sogenannten Battles treten zwei Tänzer gegeneinander an, und die Schritte des Gegners werden aufgenommen und direkt weiterentwickelt. Das Augenmerk liegt auf der Selbstdarstellung und -verwirklichung des jeweiligen Tänzers, seiner Bedürfnisse und Interessen.
Heute finden sich im afroamerikanischen Stil weitere zeitgenössische Tanzformen, während natürlich auch andere Tanzformen auf das schon vorhandene Repertoire zurückgreifen.
Alvin Ailey und das Alvin Ailey American Dance Theatre sind ein wichtiges Beispiel für diese Verknüpfung zwischen dem Modern Dance und afroamerikanischen Tanzformen.
Hip-Hop, Breakdance, Afro und Jazzdance (u. a.) sind Teilbereiche, welche heute auch separat unterrichtet werden.
Der Film Save the Last Dance zeichnet ein gutes, aktuelles Bild über die Szene.

## Ballett
Während der frühen 1920er Jahre lernte die amerikanische Bevölkerung zum ersten Mal das klassische Ballett durch Tourneen europäischer Kompanien kennen. Die ersten amerikanischen Kompanien wurden in den 1930ern gegründet, als sich Tänzer und Choreographen mit Tanzliebhabern wie Lincoln Kirstein (1907–1996) zusammentaten. Kirstein lud den russischen Choreographen George Balanchine (1904–1983) im Jahr 1933 zu einem Besuch in die USA ein. Zusammen begründeten sie die School of American Ballet, aus der im Jahre 1948 das New York City Ballet entstand. Der Ballettmanager und Werbebeauftragte Richard Pleasant (1909–1961) gründete zusammen mit der Tänzerin und Verantwortlichen  Lucia Chase (1907–1986) im Jahr 1940 Amerikas zweite, führende Ballettorganisation, das American Ballet Theatre.
Seltsamerweise verwendeten Amerikaner wie Pleasant die russischen Klassiker und hielten auch an dieser Methodik fest, während Balanchine für seine neue amerikanische Kompanie mit aktueller Musik neue klassische Stücke entwickelte (Stars and Stripes) und nicht nur das russische Standard-Repertoire der Vergangenheit vorstellte. Auch die San Francisco Ballet Company schuf spannende neue Fassungen und führte über 10 Jahre als einzige eine vollständige Fassung des Nussknackers auf.
Seitdem ist die amerikanische Ballettszene eine Verbindung aus neu interpretierten Klassikern und neoklassischen Werken, z. B. von  Jerome Robbins (1918–1998), Robert Joffrey (1930–1988), Eliot Feld (* 1942), Arthur Mitchell (1934–2018) und Mikhail Baryshnikov (* 1948).

## Modern Dance
Der amerikanische Modern Dance entwickelte sich im frühen 20. Jahrhundert parallel mit der Musikszene der Vereinigten Staaten. Unter den Gründern finden sich klangvolle Namen wie Isadora Duncan oder Ruth St. Denis, ihr Ehemann und Mitarbeiter Ted Shawn sowie ihre Schülerinnen Doris Humphrey und Martha Graham. Modern Dance dient mehr dazu, Gefühle auszudrücken. Die Bewegungen sind nicht leicht und schwebend wie im klassischen, sondern stellen im Gegenteil Konflikt und Schwerkraft dar. Der Tänzer scheint gegen die Schwerkraft zu kämpfen. Choreographien können festgelegt sein, aber es gibt auch Aufführungen im Bereich der Improvisation. Viele von Grahams bekanntesten Stücken wurden in Zusammenarbeit mit führenden amerikanischen Komponisten entwickelt, so z. B. auch „Appalachian Spring“ mit Aaron Copland. 
Spätere Choreographen wie Merce Cunningham verknüpften auch verschiedene Stilrichtungen; so z. B. Alvin Ailey afroamerikanische Elemente und Black Music. Kürzlich haben Mark Morris und Liz Lerman bewiesen, dass eine spannende Bewegung und der Bewegungsreichtum nicht nur von Alter oder Körperform abhängen.

## Amerikanische Volkstänze
Der heute weltbekannte Squaredance ist nicht nur in 19 US-Bundesstaaten Staatstanz, es entstanden auch andere landestypische Tänze:
- Cajun Jig
- Cajun Jitterbug
- Contra dance
- Cotton-Eyed Joe
- Country/Western Two-step
- Country/western dance
- English Country Dance
- Modern Western square dance
- Square dance
- Troika (dance)
- Virginia Reel (dance)
- Whip (dance)
- Zydeco (dance)

## Bekannte Tänzer
- Bill „Bojangles“ Robinson
- Fred Astaire
- Ginger Rogers
- Gene Kelly
- Donald O’Connor
- Gregory Hines
- Michael Jackson
- Janet Jackson
- James Brown

## Ballettkompanien
- Alameda Ballet Academy
- American Ballet Theatre
- American Ballet
- New York City Ballet
- San Francisco Ballet
- The Mendocino Ballet
- The Sacramento Ballet

## Tanzkompanien
- Alvin Ailey American Dance Theatre
- American Indian Dance Theatre
- Columbia City Jazz Dance Company
- Dance Theatre of Harlem
- Rock Steady Crew
- Pacific Northwest Ballet